# Jessie Jane
Jessie Jane est une série de bande dessinée franco-belge créée dans le Journal de Spirou no 2256 par Mazel au dessin et Gérald Frydman au scénario. Après deux albums, elle sera arrêtée, l'éditeur croyant que la série souhaitait faire de l'ombre aux Tuniques bleues.

## Synopsis
Jessie Jane est une timide cow-boy. Elle accompagne trois femmes qui tiennent un restaurant ambulant. La beauté de Jessie Jane attire tous les hommes de l'Ouest, et les ennuis.

## Les personnages
- Jessie Jane est une jolie et timide jeune fille que ses parents envoient rejoindre son fiancé dans le premier album. Elle s'habitue progressivement à l'aventure et gagne en assurance. Elle est très douée pour le maniement du révolver.
- Alma est une forte femme qui aime le whisky jure fréquemment. Elle conduit le chariot et cuisine.
- Miss Babble veille sur la moralité de Jessie Jane et souhaite évangéliser les Indiens.
- Alexandrine Dumas veut devenir écrivain.
- Woopinkot est un chef indien qui veut épouser Jane malgré son âge avancé et son fauteuil roulant (qu'il utilise alors qu'il est capable de marcher).
- Aristote Brown est le fiancé de Jessie. C'est en fait un homme malhonnête, d'abord propriétaire terrien puis arnaqueur.

## Publication

### Album
- Flirt à la Winchester (MC Productions, 1987)
- Le shériff à 4 étoiles (MC Productions, 1987)
- Jessie Jane L'intégrale (Dupuis, 2017)

### Pré-publication
La série a été publiée dans le Journal de Spirou entre 1981 et 1983.